# Pati Núñez
Patricia Núñez Salmerón, conocida como Pati Núñez, (Figueras, Gerona, 26 de febrero de 1959) es una diseñadora gráfica y directora de arte española. En 2007, se convirtió en la primera mujer galardonada en los Premios Nacionales de Diseño que concede anualmente el Ministerio de Industria de España y la Fundación BCD (Barcelona Centro de Diseño).

## Biografía
Núñez nació en Figueras (Gerona) en 1959 y residió en Barcelona desde 1962. Estudió diseño gráfico en el EINA, Centro Universitario de Diseño y Arte de Barcelona, concluyendo su formación en 1978. Esta escuela surgió en 1966 como escisión de la ELISAVA Escuela Universitaria de Diseño e Ingeniería de Barcelona. Allí conoció al fotógrafo y diseñador argentino América Sánchez. Núñez fue profesora de proyectos de Diseño Gráfico en el EINA entre 1983 y 1999. Tras concluir sus estudios, colaboró con diferentes firmas de diseño y publicidad, hasta que en 1985 abrió su propio estudio de diseño.
Dirigió el Departamento de Diseño Gráfico de AD (Associate Designers), entre 1991 y 1993. En 1995, creó el estudio especializado en imagen corporativa y de producto y en campañas de comunicación gráfica Pati Núñez Associats. Realizó proyectos para importantes marcas e instituciones como Cacao Sampaka, System Action, Loewe, Armand Basi, Mango, Opel, Caixa de Catalunya, Camper, Colegio de Arquitectos, Danone, Acosta, AD, Ayuntamiento de Barcelona, Aldeasa, American Prints, Anagrama Editorial, Antonio Miró, A Punto, Big Ben, Bulevard Rosa, Café de L’Acadèmia, Campos de Ibiza, Generalidad de Cataluña, RCP Saatchi and Saatchi, Vinçon, Zas, Zebra, entre otros.
Desarrolló diseños para perfumes junto a Antoni Arola (Armand Basi, Ángel Schlesser o Agua de Loewe). También es autora de la imagen de la Feria Alimentaria en su edición de 1994. Fue seleccionada para la participación en la  exposición colectiva Dones i dissenyadores gràfiques junto a Toni Miserachs, Loni Geest y Tone Høverstad, Pilar Villuendas, Mercedes Azúa, Tere Moral, Carme Vives, Tere Martínez, Ana Zelich, Mont Marsà, Xeixa Rosa, Ana de Tord.
Imparte cursos de posgrado en ELISAVA y realiza conferencias y talleres en otras escuelas de diseño. 
Núñez ha formado parte del jurado en diferentes concursos y premios, entre ellos la edición de 2021 de Etiquetanews Awards, premio concedido a estudiantes que reconoce el diseño gráfico de etiquetas de bebidas. También fue parte del jurado de los premios de diseño ADCV 2019, concedidos por la  Asociación de Diseñadores de la Comunitat Valenciana. Ha intervenido en numerosos debates y conferencias. En noviembre de 2020 participó en el evento sobre diseño, creatividad e innovación Barcelona Desing Week'20, en la charla «El reto de diseñar el futuro».

## Reconocimientos
Ganó los Premios ADG Laus de Diseño Gráfico y Comunicación en diez ediciones, entre ellas 1983, 1985, 1986, 1988, 1992, 1994, 1996 y de 1999. Estos premios están concedidos por la entidad miembro del FAD desde 1903, Fomento de las Artes y el Diseño cuyo objetivo es la promoción de la cultura del diseño.
En 2006, la Generalidad de Cataluña le concedió el Premi Nacional de Cultura. Al año siguiente, en 2007, recibió el Premio Nacional de Diseño que concede el Ministerio de Industria de España y la Fundación BCD, por su contribución e innovación en los ámbitos del diseño de identidad corporativa, imagen de productos y campañas de comunicación durante sus veinte años de trayectoria profesional. Fue galardonada por "su impecable trayectoria, por la elegancia formal de sus proyectos, audacia y generosidad, y por su habilidad de involucrarse en cada proyecto de una manera muy personal, provocando lecturas visuales cargadas de sensualidad y poesía". Núñez fue la primera mujer en recibir este galardón.
En 2013, Núñez fue reconocida por la Revista Gràffica como una de las diez directoras de arte más destacadas de España creado con motivo del Día Internacional de la Mujer y en el que también se encontraban Clara Montagut, Monika Buch, Astrid Stavro, P.A.R (Iris Tárraga y Lucía Castro), Todaunadama (Inés Arroyo, Ana Martínez y Emanuela Mazzone), Ena Cardenal de la Nuez, Sonia Sánchez, Marta Cerdà y Mara Rodríguez.